# گیرنده تبدیل-مستقیم

نمودار بلوکی گیرنده تبدیل-مستقیم

گیرنده تبدیل-مستقیم (DCR)، همچنین به عنوان گیرنده هم‌آمیز (به انگلیسی: homodyne)، همزمان‌آمیز (به انگلیسی: synchrodyne)، یا آی‌اف-صفر (به انگلیسی: zero-IF) شناخته می‌شود، یک طراحی گیرندهٔ رادیویی است که سیگنال رادیویی واردشونده را با استفاده از آشکارساز همزمان راه‌اندازی‌شده توسط یک نوسان‌ساز محلی که فرکانس آن یکسان یا بسیار نزدیک به فرکانس حامل سیگنال مورد نظر است، دمدوله می‌کند. این برخلاف گیرنده استاندارد سوپرهترودین است که در آن تنها پس از تبدیل اولیه به فرکانس میانی انجام می‌شود.
ساده‌سازی اجراکردن تنها یک تبدیل فرکانس، پیچیدگی مدار پایه را کاهش می‌دهد، اما مسائل دیگری به عنوان مثال در مورد محدوده دینامیکی پیش می‌آیند. در شکل اولیه خود برای دریافت سیگنال‌های AM و FM بدون پیاده‌سازی یک حلقه قفل-فاز پیچیده مناسب نبود. اگرچه این چالش‌ها و سایر چالش‌های فنی این تکنیک را در زمان اختراع آن (دهه ۱۹۳۰) غیرعملی ساختند، فناوری کنونی و به‌ویژه رادیو نرم‌افزاری، استفاده از آن را در حوزه‌های خاصی از جمله برخی محصولات مصرفی احیاکرده است.

### مزایا
سیگنال‌های ضربانی محصول-جانبی ناخواسته از طبقه مخلوط‌کننده نیازی به پردازش بیشتری ندارند، زیرا با استفاده از فیلتر پایین‌گذر در مرحله خروجی صدا به‌طور کامل حذف می‌شوند. طراحی گیرنده دارای مزیت اضافی انتخاب‌پذیری بالا است و بنابراین یک وامدوله‌ساز دقیق است. اصول طراحی را می‌توان برای اجازه جداسازی سیگنال‌های پخش‌همگانی کانال مجاور که باندهای‌جانبی آنها ممکن است با ارسال موردنظر همپوشانی داشته باشد، گسترش داد. این طراحی همچنین تشخیص سیگنال‌های حالت ارسال مدوله‌شده-پالسی را بهبود می‌بخشد.

### معایب
مسیرهای نشت سیگنال ممکن است در گیرنده رخ دهد. بهره فرکانس صوتی بالا مورد نیاز می‌تواند در حذف‌کردن هوم اصلی با مشکل مواجه شود. انرژی نوسان‌ساز-محلی می‌تواند از طریق طبقه مخلوط‌کننده به ورودی آنتن نشت کند و سپس دوباره به طبقه مخلوط‌کننده بازتاب شود. اثر کلی این است که انرژی نوسان‌ساز محلی خود-مخلوط می‌شود و یک سیگنال آفست دی‌سی ایجاد می‌کند. آفست ممکن است به اندازه کافی بزرگ باشد که تقویت‌کننده‌های باندپایه را اشباع کند و از دریافت سیگنال مورد نظر جلوگیری کند. تغییراتی در طراحی وجود دارد که به این موضوع می‌پردازد، اما به پیچیدگی گیرنده می‌افزاید. پیچیدگی طراحی اضافی اغلب بیشتر از مزایای یک گیرنده تبدیل-مستقیم است.

### استفاده نوین
مقاله وس هیوارد و دیک بینگهام در سال ۱۹۶۸ علاقه جدیدی به طرح‌های تبدیل-مستقیم ایجاد کرد.
توسعه مدار مجتمع و یکپارچه‌سازی افزاره‌های حلقه قفل-فاز کامل در بسته‌های آی‌سی ارزان قیمت، این طرح را به‌طور گسترده‌ای پذیرفته ساخته. استفاده از آن دیگر محدود به دریافت سیگنال‌های رادیویی ای‌ام نیست، بلکه در پردازش روش‌های مدولاسیون پیچیده‌تر نیز کاربرد دارد. گیرنده‌های تبدیل-مستقیم اکنون در بسیاری از کاربردهای گیرنده، از جمله تلفن‌های همراه، تلویزیون، سامانه‌های اویونیک، دستگاه‌های تصویربرداری پزشکی و سیستم‌های رادیو نرم‌افزاری-معین گنجانده شده‌اند.